# ダン・デュリエ
ダン・デュリエ（Dan Duryea , 1907年1月23日 - 1968年6月7日）は、アメリカ合衆国ニューヨーク州ホワイト・プレインズ出身の俳優。第二次世界大戦後の最も著名な悪役俳優の一人である。

## 生い立ち
1907年1月23日にアメリカ合衆国のニューヨーク州ホワイト・プレインズにて、繊維のセールスマンとして働くリチャード・デュリエの息子として生まれた。早くから演劇の世界に興味を示し、故郷の通っていた高校では演劇部に所属していた。コーネル大学では英語を専攻し、フランチョット・トーンの後任として大学の有名な演劇協会の会長に就任した。より安定したキャリアを望んだ両親の要求に屈し、演劇を諦めて大学卒業後は広告業界で6年間働いた。しかし、仕事のストレスから20代後半に軽度の心臓発作を起こしてしまい、ほぼ1年近く寝たきりの状態が続いた。医師からは広告業界の仕事を辞めて、ストレスの少ない仕事を新たに見付けるように忠告された。

## 俳優としての経歴

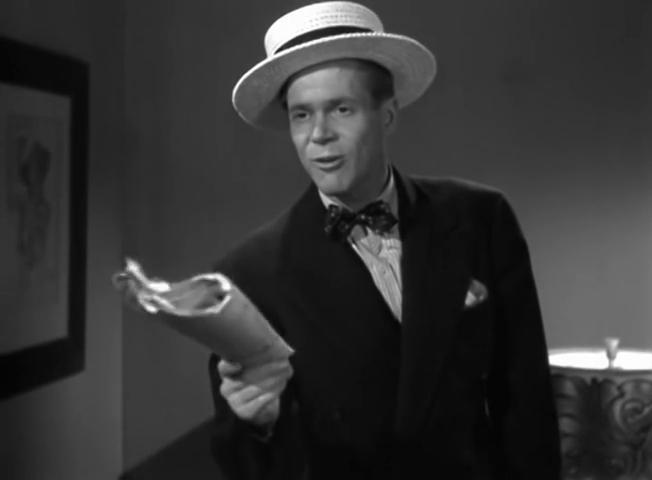
『飾窓の女』（1944年）の一場面

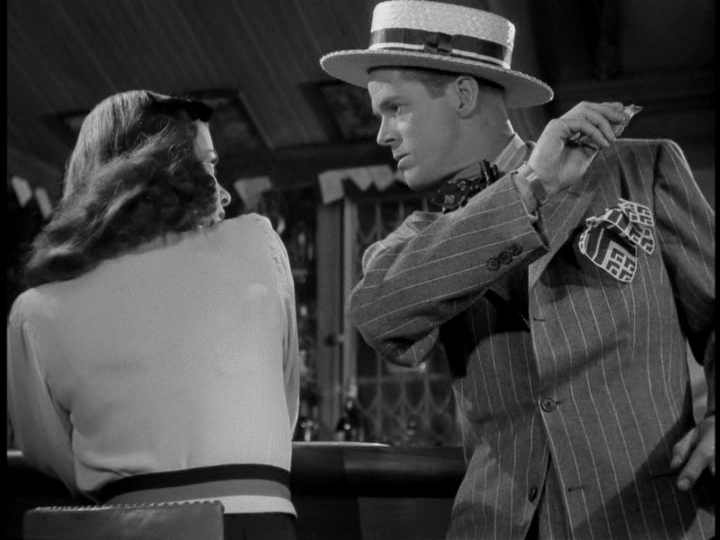
『スカーレット・ストリート』（1945年）の一場面。ジョーン・ベネットとともに

デュリエは大好きな演劇に戻ることを決めた。1934年にニューヨークで撮影されたアルゼンチン映画『エル・タンゴ・エン・ブロードウェイ』で映画俳優としての道を歩み始めた。翌1935年にコーネル大学時代の同級生であるシドニー・キングスレーの助力を得て『デッド・エンド』で端役としてブロードウェイデビューを果たした。レオ・ハバード役を演じた1939年初演のブロードウェイ作品『子狐たち』は2年後の1941年に、映画化権を取得したサミュエル・ゴールドウィンによって映画化（ベティ・デイヴィス主演の『偽りの花園』）され、デュエリ含めてオリジナルメンバーの多くがそのまま起用されたため、この時にハリウッドデビューを果たした。
1940年代も終盤に差し掛かると、デュリエは自分の演技スタイルを確立した。『黒い天使』（1946年）や『ワン・ウェイ・ストリート』（1950年）のように思いやりのある役も時には演じたが、『飾窓の女』（1944年）、『スカーレット・ストリート』（1945年）、『裏切りの街角』（1949年）、『トゥー・レイト・フォー・ティアーズ』（1949年）のようなフィルム・ノワールでは小馬鹿にした笑みを浮かべる不気味な悪役を演じ、西部劇にも数多く出演した。1946年には最も有望な「明日のスター」第8位に選出された。演じる役柄の印象からアメリカ国民には女性に対する暴力もいとわないならず者としての評価が定着し、彼を好む女性の多くがそのセックスアピールの虜になった。デュリエは「私が女の子を怒らせると、毎度ファンレターの数が増える」と述べている。
デュリエはハリウッドスターに対する嫌がらせを繰り返した。ゲイリー・クーパーが主演する映画では『教授と美女』（1941年）で敵対する悪党の子分の役を、『打撃王』（1942年）で素質を認めようとせずに嫌味を言うスポーツ記者の役を、そして『無宿者』（1945年）では盲撃ちする殺し屋の役をそれぞれ演じている。また、エドワード・G・ロビンソンが主演する映画でも『飾窓の女』で繰り返し恐喝する役を、『スカーレット・ストリート』で絵画を盗む役を演じている。
晩年に低予算の西部劇作品『アパッチ大襲撃』（1964年）と『ガンファイターの挽歌』（1965年）の2作品で、息子で同じ俳優のピーター・デュリエとの親子共演を果たした。
デュリエは1950年代に入ると、テレビ俳優の仕事を中心に活動するようになった。1952年製作の26話構成のテレビシリーズ『チャイナ・スミス』では、危険と興奮の場面に毎週遭遇するシンガポール在住の傭兵として主役のチャイナ・スミスを演じた。『トワイライト・ゾーン』の第3話「運という名の男」（1959年）では、アルコール依存症から落ちぶれてしまったガンマンとしてアル・デントン役で出演した。『ペイトンプレイス物語』にも、1967年から翌1968年まで怪しげな詐欺師としてエディ・ジャックス役で59のエピソードに出演した。
1960年にハリウッド・ウォーク・オブ・フェームに選出された。

## 私生活
映画の宣伝担当者はデュリエの実際の性格は映画のものとは正反対だとよく口にしていた。妻のヘレンとの間には俳優のピーターとタレント・エージェントのリチャードという二人の息子がいた。私生活ではボーイスカウト隊長やPTA会員を務めるなどコミュニティの活動に身を捧げることで、俳優として自分が演じた役柄が原因で生じたマイナスイメージを修正しようと努力していた。二人の息子が幼い頃は「彼らに誤った考えを与えたくない」という理由で自分が出演した映画を観せなかった。
1968年6月7日に自宅の浴室で倒れて急死。61歳没。数ヶ月前にガンの手術を受けていた。ニューヨーク・タイムズ紙はその訃報記事で彼を「セックスアピールを持つヒール」と表現した。カリフォルニア州ロサンゼルスに位置し、1年前に先立った妻が眠るフォレストローン記念公園墓地に埋葬された。

## 主な出演映画作品
| 製作年 | 邦題 原題                                             | 役名                           | 備考                                                                                               |
| ------ | ----------------------------------------------------- | ------------------------------ | -------------------------------------------------------------------------------------------------- |
| 1941   | 偽りの花園 The Little Foxes                           | レオ・ハバード                 | メロドラマ。父に強要されて叔父の債権を盗み出してしまう。                                           |
| 1941   | 教授と美女 Ball of Fire                               | デューク・パストラミ           | スクリューボール・コメディ。ヒロインと結婚したいギャングを支える子分。                             |
| 1942   | 打撃王 The Pride of the Yankees                       | ハンク・ハンネマン             | 野球映画。ルー・ゲーリッグを酷評し、彼の素質を高く評価するサム・ブレイクと対立するスポーツ記者。   |
| 1943   | サハラ戦車隊 Sahara                                   | ジミー・ドイル                 | 戦争映画。第二次世界大戦中、敗走してリビア砂漠を進むM3中戦車乗組員の一人。                         |
| 1944   | パーキントン夫人 Mrs. Parkington                      | ジャック・スティルハム         | |
| 1944   | 恐怖省 Ministry of Fear                               | コスタ/トラバース              | フィルム・ノワール。第二次世界大戦下のイギリスで、ナチス・ドイツに協力して殺害されるスパイ。       |
| 1944   | 孤独な心 None but the Lonely Heart                    | ルー・テイト                   | |
| 1944   | 飾窓の女 The Woman in the Window                      | ハイト/ティム                  | フィルム・ノワール。殺人の口止めをネタに女から恐喝を繰り返すボディーガード。                       |
| 1945   | たそがれの恋 The Great Flamarion                      | アル・ウォレス                 | フィルム・ノワール。妻に飽きられ、彼女に惑わされた男によって事故死に見せ掛けて殺害される。         |
| 1945   | 愛の決断 The Valley of Decision                       | ウィリアム・スコット・ジュニア | |
| 1945   | 無宿者 Along Came Jones                               | モンテ・ジェラード             | 西部劇。恋人を奪った男に嫉妬して殺そうとするお尋ね者。                                             |
| 1945   | レディ・オン・ア・トレイン Lady on a Train            | アーノルド・ワリング           | |
| 1945   | スカーレット・ストリート Scarlet Street               | ジョニー・プリンス             | フィルム・ノワール。惚れている男を騙して金を巻き上げるよう、恋人に強要する詐欺師。                 |
| 1946   | 黒い天使 Black Angel                                  | ハンク・ハンネマン             | フィルム・ノワール。浮気性の妻が殺害され、被疑者として浮上するアルコール依存症の作曲家として主演。 |
| 1949   | 裏切りの街角 Criss Cross                              | スリム・ダンディー             | フィルム・ノワール。手下を率いて妻の不倫相手の男を脅迫するギャング。                               |
| 1949   | トゥー・レイト・フォー・ティアーズ Too Late for Tears | ダニー・フラー                 | フィルム・ノワール。拾った大金を警察に届けたくないばかりに夫を殺害した女と手を組む私立探偵。       |
| 1950   | ウィンチェスター銃'73 Winchester '73                  | ワコ・ジョニー・ディーン       | 西部劇。凶悪な反社会的人間。                                                                       |
| 1953   | 雷鳴の湾 Thunder Bay                                  | バディ・ガンビ                 | 海軍を除隊して、メキシコ湾における海底油田の採掘を試みる好人物。                                   |
| 1954   | 逮捕命令 Silver Lode                                  | ネッド・マッカーシー           | 西部劇。保安官に成り済ますお尋ね者。                                                               |
| 1957   | 大空の凱歌 Battle Hymn                                | ハーマン                       | 戦争映画。朝鮮戦争中、国連軍に参加する軍曹。                                                       |
| 1957   | ザ・バーグラー The Burglar                            | ナット・ハービン               | フィルム・ノワール。仲間2人とともに犯行を計画するプロの強盗として主演。                            |
| 1957   | 夜の道 Night Passage                                  | ホワイティ・ハービン           | 西部劇。コロラド州の山奥で列車強盗を繰り返す強盗団の親玉。                                         |
| 1962   | 六頭の黒馬 Six Black Horses                           | フランク・ジェシー             | |
| 1965   | 飛べ!フェニックス The Flight of the Phoenix           | スタンディッシュ               | |